# A Automobile Company
A Automobile Company war ein US-amerikanischer Hersteller von Automobilen.

## Unternehmensgeschichte
Das Unternehmen wurde 1910 in Sacramento in Kalifornien gegründet. E. C. Collins war Präsident, J. H. Graham Vizepräsident, C. E. Gibbs Sekretär und T. F. Cooke Schatzmeister. Am 26. September 1910 berichtete eine Zeitung darüber, dass das Unternehmen plante, jährlich mehr als 5000 Fahrzeuge herzustellen. Erst 1912 begann die Produktion von Automobilen. Der Markenname lautete Blue & Gold, in Anlehnung an die Staatsfarben Kaliforniens. 1913 endete die Produktion. Die Zahl der hergestellten Fahrzeuge blieb gering. Ein Fahrzeug, das von 1916 bis 1917 in Kalifornien registriert war, hatte die Seriennummer 10028. Eine Quelle schließt daraus, dass weniger als 100 Fahrzeuge entstanden.
Die Richmond Automobile Company aus Richmond versuchte, die Produktion 1914 fortzusetzen.

## Fahrzeuge
Ein Modell hatte einen Vierzylindermotor. Das Fahrgestell hatte 274 cm Radstand. Daneben gab es ein Modell mit Sechszylindermotor. Beide hatten ein Dreiganggetriebe, elektrisches Licht, Anlasser und Linkslenkung.